# Ipepo dilatatus
Ipepo dilatatus är en skalbaggsart som beskrevs av Martins och Maria Helena M. Galileo 2008. Ipepo dilatatus ingår i släktet Ipepo och familjen långhorningar. Inga underarter finns listade i Catalogue of Life.